# 井澤佳の実
井澤 佳の実（いざわ かのみ、9月11日 - ）は、日本の女性声優、歌手。北海道釧路町出身。studio A-CAT所属。かつてはハートビットに所属していた。
岩杉夏とのユニット「Pixy Lab.」としてI'veで活動していたほか、IOSYSの同人CDでもイザベル名義で活動。
ハートビット所属時は札幌での活動を中心としていた。

## 人物
趣味として音楽鑑賞やシューティングゲーム、特技として漫画を描くことなどを挙げている。
虫が苦手。

## 出演
太字はメインキャラクター。

### テレビアニメ
2014年
- フランチェスカ（橘智恵子）

2015年
- 櫻子さんの足下には死体が埋まっている（迷子の男の子、女子生徒、ユキ）

2017年
- フレームアームズ・ガール（寿武希子）

2018年
- 刀使ノ巫女（恩田累）

2019年
- 超可動ガール1/6（竜田川神代）

2020年
- 球詠（小関諒）

2021年
- 装甲娘戦機（装甲娘、サヤカ）

2022年
- 賢者の弟子を名乗る賢者（タクト）

2024年
- HIGHSPEED Étoile（天貝すみれ）
- 魔王軍最強の魔術師は人間だった（女性客A）

### 劇場アニメ
- フレームアームズ・ガール〜きゃっきゃうふふなワンダーランド〜（2019年、寿武希子[6]）

### Webアニメ
- ジンギスカンのジンくん（2017年、ジンくん）
- バイト先は「悪の組織」!?（2017年、Dr.ラキア）

### ゲーム
- キョロちゃん海の大冒険（2015年、キョロちゃん）
- シェンムーIII（2019年）
- タイムディフェンダーズ（2021年、リリム）
- ツクールシリーズ ヒトノパズル（2021年）
- 電車でGO!!はしろう山手線（2021年、英語女性自動放送）
- パチスロ フレームアームズ・ガール（2021年、寿武希子）
- アリス・ギア・アイギス（2023年、寿武希子）

### ドラマCD
- アニメ「フレームアームズ・ガール」ドラマCD mk-II / R-1（寿武希子）
- コミック「組長娘と世話係」3巻ドラマCD限定版（生徒、母親）

### ラジオ番組
- AV Music Channel（2009年 - 2015年、エフエム北海道） - メインパーソナリティ（V-Channel）
- 井澤佳の実のラジオ（仮）（2014年 - 2015年、FM NORTH WAVE）
- フランチェスカナイト（2015年 - 2016年、エフエム・ノースウェーブ） - メインパーソナリティ

### テレビドラマ
- 声ガール!（朝日放送テレビ、2018年4月22日） - 声優・ナツメ 役

### ナレーション
- 北海道アルバイト情報社「ジョブキタ」ラジオCM
- エフエム北海道 radiko CM
- 自転車交通安全VR

### 舞台
- ノンコの長ぐつ
- パパの明日はわからない
- Dip!
- アリスインデッドリースクール オルタナティブ・SAPPORO
- 不惑と窓枠の行方

## ディスコグラフィ

### 配信シングル
|  | 発売日         | タイトル |
|  | -------------- | -------- |
|  | 2014年11月19日 | 僕の瞳   |

### キャラクターソング
| 発売日        | 商品名                                                                            | 歌                                           | 楽曲                       | 備考                                                                             |
| ------------- | --------------------------------------------------------------------------------- | -------------------------------------------- | -------------------------- | -------------------------------------------------------------------------------- |
| 2019年7月24日 | フレームアームズ・ガール〜きゃっきゃうふふなワンダーランド〜 歌のアルバム-熱唱篇- | 源内あお（日笠陽子）、寿武希子（井澤佳の実） | 「ハートボイルドに愛して」 | アニメ映画『フレームアームズ・ガール〜きゃっきゃうふふなワンダーランド〜』挿入歌 |
| 2019年7月24日 | フレームアームズ・ガール〜きゃっきゃうふふなワンダーランド〜 歌のアルバム-絶唱篇- | 源内あお（日笠陽子）                         | 「ハートボイルドに愛して」 | アニメ映画『フレームアームズ・ガール〜きゃっきゃうふふなワンダーランド〜』関連曲 |

### その他参加作品
| 発売日         | 商品名                                              | 歌                              | 楽曲                         | 備考                                                              |
| -------------- | --------------------------------------------------- | ------------------------------- | ---------------------------- | ----------------------------------------------------------------- |
| 2011年11月16日 | 「Treasure!」と、その他「ベン・トー」な歌つめ合わせ | Sugar Honey Babies              | 「ジンギスカン・オア・ダイ」 | テレビアニメ『ベン・トー』関連曲                                  |
| 2014年9月26日  | I've Girls Compilation Evidence nine                | Pixy Lab.（岩杉夏、井澤佳の実） | 「Dual Force」               | ゲーム『運命が君の親を選ぶ 君の友人は君が選ぶ』オープニングテーマ |